# Южни морски котки
Южните морски котки (Arctocephalus) са род бозайници, обединяващ южните морски котки. В буквален превод родовото име Arctocephalus означава „меча глава“.

## Таксономия
Броят на видовете в рамките на рода е поставен под въпрос, основно въз основа на ограничени молекулярни данни. Въпросът е сложен, защото някои от видовете са в състояние да произвеждат плодородни хибриди. Скорошно изследване препоръчва запазването на седем вида, отхвърляйки новозеландските морски котки като подвид на южноамериканската морска котка, като същевременно постави под въпрос статута на гуадалупската морска котка.

### Съществуващи видове
| Изображение | Наименование                                                       | Разпространение |
| ----------- | ------------------------------------------------------------------ | --------------- |
|             | Антарктическа морска котка, A. gazella                             |                 |
|             | Гуаделупска морска котка, A. townsendi                             |                 |
|             | Чилийска морска котка, A. philippii                                |                 |
|             | Галапагоска морска котка, A. galapagoensis                         |                 |
|             | Южноафриканска морска мечка (или капски морски тюлен), A. pusillus |                 |
|             | Новозеландска морска котка, A. forsteri                            |                 |
|             | Субантарктическа морска котка, A. tropicalis                       |                 |
|             | Южноамериканска морска котка, A. australis                         |                 |